# Das Geheimnis der kleinen Farm
Das Geheimnis der kleinen Farm (Originaltitel: The Last Sin Eater) ist ein US-amerikanisches Filmdrama aus dem Jahr 2007. 

## Handlung
Appalachen in den 1850er Jahren: In einem Dorf walisischer Einwanderer gibt es noch den Brauch, dass ein „Sin Eater“ bei der Beerdigung erscheint und die Sünden des Verstorbenen auf sich nimmt. Jener muss alleine im Wald leben und darf nicht berührt oder angesehen werden. Das zehnjährige Mädchen Cadi will ihn aufsuchen, da sie sich für den Tod ihrer kleinen Schwester verantwortlich fühlt. Diese fiel in eine Schlucht, als sie ihr einst nachlaufen wollte. Der „Sin Eater“ kann ihr trotz Bemühung nicht helfen. Kurz darauf macht sich ein christlicher Pilger am Fluss bemerkbar. Die biblischen Botschaften sagen Cadi zu und sie fühlt sich nun ihrer Last befreit.
Der Dorfchef sieht in dem Pilger einen Eindringling. Er wird gewalttätig und verletzt ihn so stark, dass er stirbt. Cadi und ihr Freund fliehen vor ihm in die Berge. Hier werden sie von dem „Sin Eater“ in dessen Höhle aufgenommen. An den Höhlenwänden entdecken sie Malereien, die auf Tötungen der indianischen Ureinwohner hindeuten. Miss Elda, eine der älteren im Dorf, erzählt die grausame Gründungsgeschichte später im Beisein der Bewohner. Als der „Sin Eater“ kommt, zieht Cadi ihm die Kapuze vom Kopf: Ein normaler Mann erscheint, der vom Dorfchef einst verdammt wurde, weil er dessen Freundin begehrte. 

## Kritik
Die Website Kino.de sieht ein „Drama zwischen Sozialrealismus und Jugendabenteuer“.